# 스타니스와프 프시비셰프스키
스타니스와프 펠릭스 프시비셰프스키(폴란드어: Stanisław Feliks Przybyszewski, 폴란드어 발음: [staˈɲiswaf pʂɨbɨˈʂɛfskʲi], 1868년 5월 7일~1927년 11월 23일)는 폴란드의 시인, 소설가, 극작가, 평론가이다. 퇴폐적 자연주의로 분류되는 문학 작품들을 남겼으며 주로 폴란드어와 독일어로 작품을 집필했다.
주요 작품으로는 소설 〈호모 사피엔스〉(1896)와 희곡 〈행복을 위하여〉(1900)가 있다.

## 작품
- 〈호모 사피엔스〉(Homo Sapiens, 1896)
- 〈행복을 위하여〉(Dla szczęścia, 1900)